# Ratiticorixa
Ratiticorixa is een geslacht van wantsen uit de familie van de Corixidae (Duikerwantsen). Het geslacht werd voor het eerst wetenschappelijk beschreven door Lin in 1980.

## Soorten
Het genus bevat de volgende soorten:

- Ratiticorixa stenorhinchis Lin, 1980